# DNCE
DNCE is een Amerikaanse poprockband. Hun debuutsingle was Cake by the Ocean, die in 2015 uitkwam.
De band bestaat uit drie leden: Joe Jonas, Jack Lawless, JinJoo Lee.
Cole Whittle was tot 2018 lid van de band.

## Discografie

### Albums
- DNCE (uitgebracht op 18 november 2016)

1. DNCE
2. Body Moves
3. Cake by the Ocean
4. Toothbrush
5. Blown (met Kent Jones)
6. Good
7. Almost
8. Naked
9. Truthfully
10. Be Mean
11. Zoom
12. Pay My Rent
13. Unsweet
14. Jinx (Target exclusieve en Japanse uitgave)
15. Cake by the Ocean (Live) (Target exclusieve en Japanse uitgave)
16. Body Moves (Live) (Target exclusieve en Japanse uitgave)
17. Kissing Strangers (met Nicki Minaj)
18. Good Day (Sekai no Owari Remix) (Jumbo editie)
19. Hollow (met Sekai no Owari) (Jumbo editie)

### Singles
| Single met eventuele hitnotering(en) in de Nederlandse Top 40 | Datum van verschijnen | Datum van binnenkomst | Hoogste positie | Aantal weken | Opmerkingen                               |
| ------------------------------------------------------------- | --------------------- | --------------------- | --------------- | ------------ | ----------------------------------------- |
| Cake by the Ocean                                             | 2016                  | 12-03-2016            | 10              | 20           | Nr. 18 in de Single Top 100 / Alarmschijf |
| Rock Bottom                                                   | 2016                  | 07-05-2016            | tip17           | -            | met Hailee Steinfeld                      |
| Toothbrush                                                    | 2016                  | 20-08-2016            | tip16           | -            |                                           |
| Kissing Strangers                                             | 2017                  | 22-04-2017            | tip5            | -            | met Nicki Minaj                           |
| Dancing Feet                                                  | 2022                  | 12-03-2022            | 25              | 12           | met Kygo                                  |

| Single met hitnotering(en) in de Vlaamse Ultratop 50 | Datum van verschijnen | Datum van binnenkomst | Hoogste positie | Aantal weken | Opmerkingen |
| ---------------------------------------------------- | --------------------- | --------------------- | --------------- | ------------ | ----------- |
| Cake by the Ocean                                    | 2016                  | 12-03-2016            | 13              | 20*          |             |